# وزیر دفاع و پشتیبانی نیروهای مسلح
وزیر دفاع و پشتیبانی نیروهای مسلح، وزیر و بالاترین مقام اجرایی و سیاسی در وزارت‌خانهٔ دفاع و پشتیبانی نیروهای مسلح ایران است و از اعضای هیئت دولت جمهوری اسلامی ایران می‌باشد.
نام وزیر دفاع و پشتیبانی نیروهای مسلح توسط رئیس‌جمهور ایران و با موافقت رهبر جمهوری اسلامی ایران برای اخذ رأی اعتماد نمایندگان به مجلس شورای اسلامی معرفی می‌شود.

## فهرست
| ر.                                | نام               | نام                                     | نگاره     | آغاز تصدی       | پایان تصدی      | دولت    | رئیس دولت | م.            |
| --------------------------------- | ----------------- | --------------------------------------- | --------- | --------------- | --------------- | ------- | --------- | ------------- |
| وزیر دفاع ملی                     |                   |                                         |           |                 |                 |         |           |               |
| ۱                                 |                   | دریادار سید احمد مدنی (۱۳۸۴–۱۳۰۸)       |           | ۳ اسفند ۱۳۵۷    | ۱۱ فروردین ۱۳۵۸ | موقت    | بازرگان   | [ ۳ ]         |
| ۲                                 |                   | سرتیپ محمدتقی ریاحی (۱۳۶۷–۱۲۸۹)         |           | ۱۱ فروردین ۱۳۵۸ | ۲۷ شهریور ۱۳۵۸  | موقت    | بازرگان   | [ ۴ ]         |
| –                                 |                   | سرتیپ عزت‌الله نورایی (زادهٔ ؟) سرپرست    |           | ۲۷ شهریور ۱۳۵۸  | ۸ مهر ۱۳۵۸      | موقت    | بازرگان   | [ ۵ ]         |
| ۳                                 |                   | مصطفی چمران (۱۳۶۰–۱۳۱۱)                 |           | ۸ مهر ۱۳۵۸      | ۱۹ شهریور ۱۳۵۹  | موقت    | بازرگان   | [ ۶ ]         |
| ۳                                 | موقت شورای انقلاب | مصطفی چمران (۱۳۶۰–۱۳۱۱)                 | بهشتی     | ۸ مهر ۱۳۵۸      | ۱۹ شهریور ۱۳۵۹  |         |           | [ ۶ ]         |
| ۳                                 | موقت شورای انقلاب | مصطفی چمران (۱۳۶۰–۱۳۱۱)                 | بنی‌صدر    | ۸ مهر ۱۳۵۸      | ۱۹ شهریور ۱۳۵۹  |         |           | [ ۶ ]         |
| ۴                                 |                   | سرهنگ جواد فکوری (۱۳۶۰–۱۳۱۷)            |           | ۱۹ شهریور ۱۳۵۹  | ۲۶ مرداد ۱۳۶۰   | نخست    | رجایی     | [ ۷ ]         |
| ۵                                 |                   | سرهنگ سید موسی نامجو (۱۳۶۰–۱۳۱۷)        |           | ۲۶ مرداد ۱۳۶۰   | ۷ مهر ۱۳۶۰      | دوم     | باهنر     | [ ۸ ]         |
| ۵                                 | موقت              | سرهنگ سید موسی نامجو (۱۳۶۰–۱۳۱۷)        | مهدوی کنی | ۲۶ مرداد ۱۳۶۰   | ۷ مهر ۱۳۶۰      | [ ۹ ]   |           |               |
| ۶                                 |                   | سرهنگ محمد سلیمی (۱۳۹۴–۱۳۱۶)            |           | ۱۱ آبان ۱۳۶۰    | ۲۳ مرداد ۱۳۶۳   | سوم     | موسوی     | [ ۱۰ ] [ ۱۱ ] |
| وزیر دفاع                         |                   |                                         |           |                 |                 |         |           |               |
| –                                 |                   | سرهنگ محمدرضا رحیمی (زادهٔ ۱۳۱۵) سرپرست  |           | ۲۵ مرداد ۱۳۶۳   | ۲۹ مرداد ۱۳۶۳   | سوم     | موسوی     | [ ۱۲ ]        |
| –                                 |                   | میرحسین موسوی (زادهٔ ۱۳۲۰) سرپرست        |           | ۲۹ مرداد ۱۳۶۳   | ۶ آبان ۱۳۶۴     | سوم     | موسوی     | [ ۱۳ ]        |
| ۷                                 |                   | سرهنگ محمدحسین جلالی (زادهٔ ؟)           |           | ۶ آبان ۱۳۶۴     | ۷ شهریور ۱۳۶۸   | چهارم   | موسوی     | [ ۱۴ ]        |
| وزیر دفاع و پشتیبانی نیروهای مسلح |                   |                                         |           |                 |                 |         |           |               |
| ۸                                 |                   | اکبر ترکان (۱۴۰۰–۱۳۳۱)                  |           | ۷ شهریور ۱۳۶۸   | ۲۵ مرداد ۱۳۷۲   | پنجم    | هاشمی     |               |
| ۹                                 |                   | محمد فروزنده (زادهٔ ۱۳۳۹)                |           | ۲۵ مرداد ۱۳۷۲   | ۲۹ مرداد ۱۳۷۶   | ششم     | هاشمی     | [ ۱۵ ]        |
| ۱۰                                |                   | دریادار علی شمخانی (زادهٔ ۱۳۳۴)          |           | ۲۹ مرداد ۱۳۷۶   | ۲ شهریور ۱۳۸۴   | هفتم    | خاتمی     | [ ۱۶ ]        |
| ۱۰                                | هشتم              | دریادار علی شمخانی (زادهٔ ۱۳۳۴)          | [ ۱۷ ]    | ۲۹ مرداد ۱۳۷۶   | ۲ شهریور ۱۳۸۴   |         | خاتمی     |               |
| ۱۱                                |                   | سرتیپ پاسدار مصطفی محمدنجار (زادهٔ ۱۳۳۵) |           | ۲ شهریور ۱۳۸۴   | ۱۲ شهریور ۱۳۸۸  | نهم     | احمدی‌نژاد | [ ۱۸ ]        |
| ۱۲                                |                   | سرتیپ پاسدار احمد وحیدی (زادهٔ ۱۳۳۷)     |           | ۱۲ شهریور ۱۳۸۸  | ۲۴ مرداد ۱۳۹۲   | دهم     | احمدی‌نژاد | [ ۱۹ ]        |
| ۱۳                                |                   | سرتیپ پاسدار حسین دهقان (زادهٔ ۱۳۳۶)     |           | ۲۴ مرداد ۱۳۹۲   | ۲۹ مرداد ۱۳۹۶   | یازدهم  | روحانی    | [ ۲۰ ]        |
| ۱۴                                |                   | سرتیپ امیر حاتمی (زادهٔ ۱۳۴۵)            |           | ۲۹ مرداد ۱۳۹۶   | ۳ شهریور ۱۴۰۰   | دوازدهم | روحانی    | [ ۲۱ ]        |
| ۱۵                                |                   | سرتیپ محمدرضا قرایی آشتیانی (زادهٔ ۱۳۳۹) |           | ۳ شهریور ۱۴۰۰   | ۳۱ مرداد ۱۴۰۳   | سیزدهم  | رئیسی     | [ ۲۲ ]        |
| ۱۶                                |                   | سرتیپ عزیز نصیرزاده (زادهٔ ۱۳۴۳)         |           | ۳۱ مرداد ۱۴۰۳   | متصدی           | چهاردهم | پزشکیان   | [ ۲۳ ]        |

## یادداشت
1. ↑  محمدرضا رحیمی به عنوان قائم‌مقام، سرپرستی وزارت‌خانه را برعهده داشت.